# Mark Konopacke
Mark John Konopacke (ur. 26 kwietnia 1963 w Iron Mountain) – amerykański skoczek narciarski. Najlepsze wyniki w Pucharze Świata osiągnął w sezonie 1984/1985, kiedy zajął 38. miejsce w klasyfikacji generalnej.
Wystąpił na mistrzostwach świata w Seefeld, Oberstdorfie, Lahti i Val di Fiemme oraz igrzyskach olimpijskich w Calgary, ale bez sukcesów. Został dwukrotnie mistrzem USA w skokach (w 1988 i 1991)

## Puchar Świata

### Miejsca w klasyfikacji generalnej
- sezon 1982/1983: 55
- sezon 1983/1984: 69
- sezon 1984/1985: 38
- sezon 1985/1986: 59
- sezon 1987/1988: 69

## Igrzyska olimpijskie
- Indywidualnie
  - 1988 Calgary (CAN) – 42. miejsce (duża skocznia), 18. miejsce (normalna skocznia)

## Mistrzostwa świata
- Indywidualnie
  - 1985 Seefeld (AUT) – 23. miejsce (duża skocznia), 47. miejsce (normalna skocznia)
  - 1987 Oberstdorf (RFN) – 59. miejsce (normalna skocznia)
  - 1989 Lahti (FIN) – 61. miejsce (duża skocznia), 46. miejsce (normalna skocznia)
  - 1991 Val di Fiemme (ITA) – 60. miejsce (duża skocznia), 44. miejsce (normalna skocznia)
- Drużynowo
  - 1985 Seefeld (AUT) – 5. miejsce